# Carrizal de Bravo
Carrizal de Bravo es una localidad del estado mexicano de Guerrero. Es parte del municipio de Leonardo Bravo.

## Toponimia
El nombre «Bravo» rinde homenaje a Leonardo Bravo, héroe de la Independencia de México.

## Demografía
| Gráfica de evolución demográfica |
|                                  |

| Censo | Población |
| ----- | --------- |
| 1940  | 61        |
| 1950  | 102       |
| 1960  | 81        |
| 1970  | 289       |
| 1980  | 382       |
| 1990  | 601       |
| 2000  | 789       |
| 2010  | 912       |
| 2020  | 1 003     |